# Азотен оксид
Азотният оксид е бинарно неорганично съединение с формула {\displaystyle {\ce {NO}}}. Представлява безцветен газ с остра миризма, практически неразтворим и нереагиращ с водата, но силно разтворим в CS2, H2SO4 и етанол. Съединението е неутрален оксид. В индустриалната химия е част от производството на азотна киселина и амоняк.

## Физични и химични свойства

### Строеж
Азотният оксид е най-простото съединение с нечетен брой електрони, което е мономер като газ, и термично стабилно, въпреки положителната енергия на Гибс. Съединението е парамагнитно, което се определя от несдвоения електрон на една молекулните орбитали: {\displaystyle KK[(\sigma _{s}^{2})(\pi 2_{x})(\pi _{y}^{2})(\sigma _{n}^{2})(\pi _{x}^{\star 1})]}. В течно и твърдо състояние димеризира. Доказано е наличието на цис-, който е по-стабилен, и транс-N2O2, който е червен и се получава в Люисови киселини като BCl3, TiCl4, SO2 или HCl.
При 1100 – 1200 °C се разпада на съставящите го елементи. При високо налягане и 50 °C се диспропорционира:
{\displaystyle {\ce {3NO -> N2O + NO2}}}
Йонизационната енергия на единичния електрон от {\displaystyle \pi _{x}^{\star 1}} молекулната орбитала е сравнително ниска – 809,6 kJ/mol. Това позволява образуването на нитрозилен катион {\displaystyle {\ce {NO^+}}} при реакции с халогените, халогениди, някои силни киселини и други неорганични съединения:
{\displaystyle {\ce {NO + Cl2 -> NOCl + HCl}}}
{\displaystyle {\ce {XeF2 + 2NO -> 2NOF + Xe}}} (с примеси от XeF4)
{\displaystyle {\ce {2NO + 2H2SO4 + 1/2O2 -> 2NOHSO4 + H2O}}}
{\displaystyle {\ce {2I2O5 + 10NO -> 5N2O4 + 2I2}}}

### Окисление и редукция
Азотният оксид лесно се окислява от кислорода във въздуха, като реакцията се забавя при повишена температура:
{\displaystyle {\ce {2NO -> N2O2 + O2 -> 2NO2}}}
Със силни окислители азотът повишава степента си на окисление до +5:
{\displaystyle {\ce {5NO + 3KMnO4 + 6H2SO4 -> 5HNO3 + 3MnSO4 + 3KHSO4 + 2H2O}}}
В зависимост от редуктора, азотният оксид може да се редуцира до N2O, N2, NH2OH, NH3.

### Координационна химия
Азотният оксид лесно реагира със съединения на преходните метали, като образува нитрозилкомплекси. Заместват се лиганди от вътрешната координационна сфера:
{\displaystyle {\ce {[Fe(H2O)6]^2+ + NO -> [Fe(H2O)5NO]^2+ + H2O}}}
Нитрозилкомплексите са тъмно оцветени и се разлагат при нагряване. Предполага се, че могат да се използват като катализатори.

## Производство
Лабораторно азотен оксид се получава при реакции на алкални нитрити:
{\displaystyle {\ce {KNO2 + KI + H2SO4 -> NO + K2SO4 + H2O + 1/2 I2}}}
{\displaystyle {\ce {6NaNO2 + 3H2SO4 -> 4NO + 2HNO3 + 2H2O + 3Na2SO4}}}

## Екология
Азотният оксид се отделя при изгарянето на горива и е постоянен замърсител на атмосферата. Той се окислява от O2 във въздуха до NO2, който причинява киселинни дъждове.